# Ернст (маркграф Австрії)
Ернст (нім. Ernst; 1027—9 червня 1075) — маркграф Австрії (1055—1075) з династії Бабенбергів. Син австрійського маркграфа Адальберта.

## Політична діяльність
Після вступу 1055 року на престол, Ернст продовжив політику свого батька й знову розпочав війну з угорцями. В Угорщині у цей час розгорнулась боротьба за корону між двома гілками дому Арпадів. До цього конфлікту втрутився імператор Генріх IV, який домігся від одного з претендентів на угорський престол передачі під сюзеренітет Німеччини земель на правому березі річки Лейта. Північна частина цієї території опинилась під владою маркграфа Ернста. У цих землях негайно почалась німецька колонізація. Так було покладено початок Бургенланду, території, що перебуває під безпосереднім управлінням Угорщини, але знаходиться у васально-ленній залежності від імперії й населена, переважно, німцями.
Упродовж всього свого правління Ернст зберігав вірність імператору та брав участь у його війнах з папою римським і саксонськими герцогами.

## Шлюб та діти
Дружина  Аделаїда Айленбурзька (померла 1071), дочка Дедо I (II), маркграфа Лужицького
- Леопольд II (1050—1095), маркграф Австрії (з 1075 року)
- Адальберт I, граф Віндберг (помер 1145)
- Адельгейда, вийшла заміж за Германа Пойгена

Друга дружина Свангільда із Угорської марки
| Попередник Адальберт |  | Маркграф Австрії 1055—1075 |  | Наступник Леопольд II |